# Vändra kommun
Vändra kommun (estniska: Vändra vald) är en kommun i Estland. Den ligger i landskapet Pärnumaa, i den centrala delen av landet, 90 km söder om huvudstaden Tallinn. Köpingen Vändra ingår inte i landskommunen (Vändra vald) utan utgör en egen köpingskommun (Vändra alev).     
Följande samhällen finns i Vändra kommuna: Vihtra, Suurejõe, Pärnjõe, Kaansoo och Vaki.
Trakten ingår i den hemiboreala klimatzonen. Årsmedeltemperaturen i trakten är 3 °C. Den varmaste månaden är juli, då medeltemperaturen är 18 °C, och den kallaste är januari, med −14 °C.